# Avant le présent
Pour les articles homonymes, voir AA.
La locution « avant le présent »,, en abrégé AP,, ou parfois « avant aujourd'hui » (AA) — en anglais : before present (BP) — s’utilise en préhistoire, paléontologie, géologie et climatologie pour désigner les âges exprimés en nombre d'années comptées vers le passé à partir du présent, qui peut être selon le cas l'année 1950, l'année 2000 ou l'année actuelle[réf. nécessaire]. Ne pas confondre avec avant l'ère commune (AEC).

## Méthodes de datation
Les méthodes de datation absolue sont aujourd'hui nombreuses, comme la datation au carbone 14, la thermoluminescence, la datation par l'uranium-thorium, etc. Elles sont adaptées à des tranches de temps variables d'une méthode à l'autre.
Principales méthodes de datation actuelles : 
- datation au carbone 14 (âges de quelques centaines d'années jusqu'à environ 50 000 ans) ;
- résonance paramagnétique électronique (d'environ 20 000 ans à un million d'années) ;
- thermoluminescence (d'environ 100 ans à 800 000 ans) ;
- datation par luminescence stimulée optiquement (d'environ 100 ans à 350 000 ans) ;
- datation par l'uranium-thorium (d'environ 1000 ans à 500 000 ans) ;
- datation par le potassium-argon (d'environ 100 000 ans à plusieurs milliards d'années) ;
- datation argon-argon (d'environ 100 000 ans à plusieurs milliards d'années).

Pour la plupart des méthodes, les datations brutes obtenues demandent des corrections encore appelées calibrage (dont chacune dépend de la méthode employée). Lorsque la date a été calibrée, on a souvent la mention calAP ou calBP (dans les articles de recherche), la mention de la méthode ou du logiciel de calibrage, ainsi que l'intervalle de confiance (en % ou en σ).

## Période d'application
En Préhistoire, les datations avant le présent s'appliquent à l'ensemble du Paléolithique. À partir du Mésolithique, et a fortiori au Néolithique, on passe généralement en dates av. J.-C. (ou avant notre ère). Toutefois, au-delà du Pléistocène supérieur, soit environ 129 000 ans, la mention AP est généralement sous-entendue : la différence de quelque 2 000 ans entre un âge AP et un âge avant J.-C. n'est en effet plus significative par rapport aux marges d'erreurs obtenues pour les périodes en question.

## Datation au carbone 14

Étalonnage d'une datation au carbone 14.

Dans le cas d'une datation au carbone 14, le présent est fixé conventionnellement à l'année 1950. Cette date a été fixée arbitrairement comme année de référence parce qu'elle correspond aux premiers essais de datation par le carbone 14. Elle est également légèrement postérieure aux premiers essais nucléaires, qui ont perturbé la répartition d'isotopes utilisés en datation radiométrique,,.
Quelle que soit la période considérée, il faut corriger les imprécisions des datations obtenues par le carbone 14, et les étalonner. Les résultats bruts des datations par le carbone 14 ne tiennent en effet pas compte des fluctuations du taux de radiocarbone dans l'atmosphère au cours du temps. La prise en considération des résultats obtenus par d'autres méthodes, telles que la dendrochronologie, a permis d'établir des courbes d'étalonnage permettant de corriger les résultats bruts et de les transformer en « années AP calibrées » (cal AP). Le terme « cal AP » correspond à des années calendaires et peut être alors transcrit en années du calendrier grégorien (av. J.-C. ou ap. J.-C.) par une soustraction de 1950 ans.
Si les datations obtenues par le carbone 14 n'ont pas été calibrées, la correction à effectuer n'est pas linéaire. Il existe différents logiciels accessibles sur Internet pour réaliser l'opération de conversion,. À titre d'exemple, un résultat brut de 16 500 ± 300 ans AP se situe d'après le logiciel CalPal-Online à un âge compris à 68 % de probabilité dans l'intervalle 19 348–20 201 ans cal AP, ce qui représente un écart très significatif.

## Autres méthodes de datation
Les autres méthodes de datation, qui sont généralement plus récentes que la datation au carbone 14, ne retiennent pas nécessairement l'année 1950 comme date de référence.

## Autres cas
Les nouvelles subdivisions de l'Holocène retiennent par exemple l'année 2000 comme date conventionnelle du présent : le début du Greenlandien est fixé à 11 700 ans AP, c'est-à-dire en 9700 av. J.-C., celui du Méghalayen à 4 250 ans AP, c'est-à-dire en 2250 av. J.-C..